# Michael Kightly
Michael John Kightly (ur. 24 stycznia 1986 w Basildon) – angielski piłkarz występujący na pozycji pomocnika w Burton Albion.